# Rhume

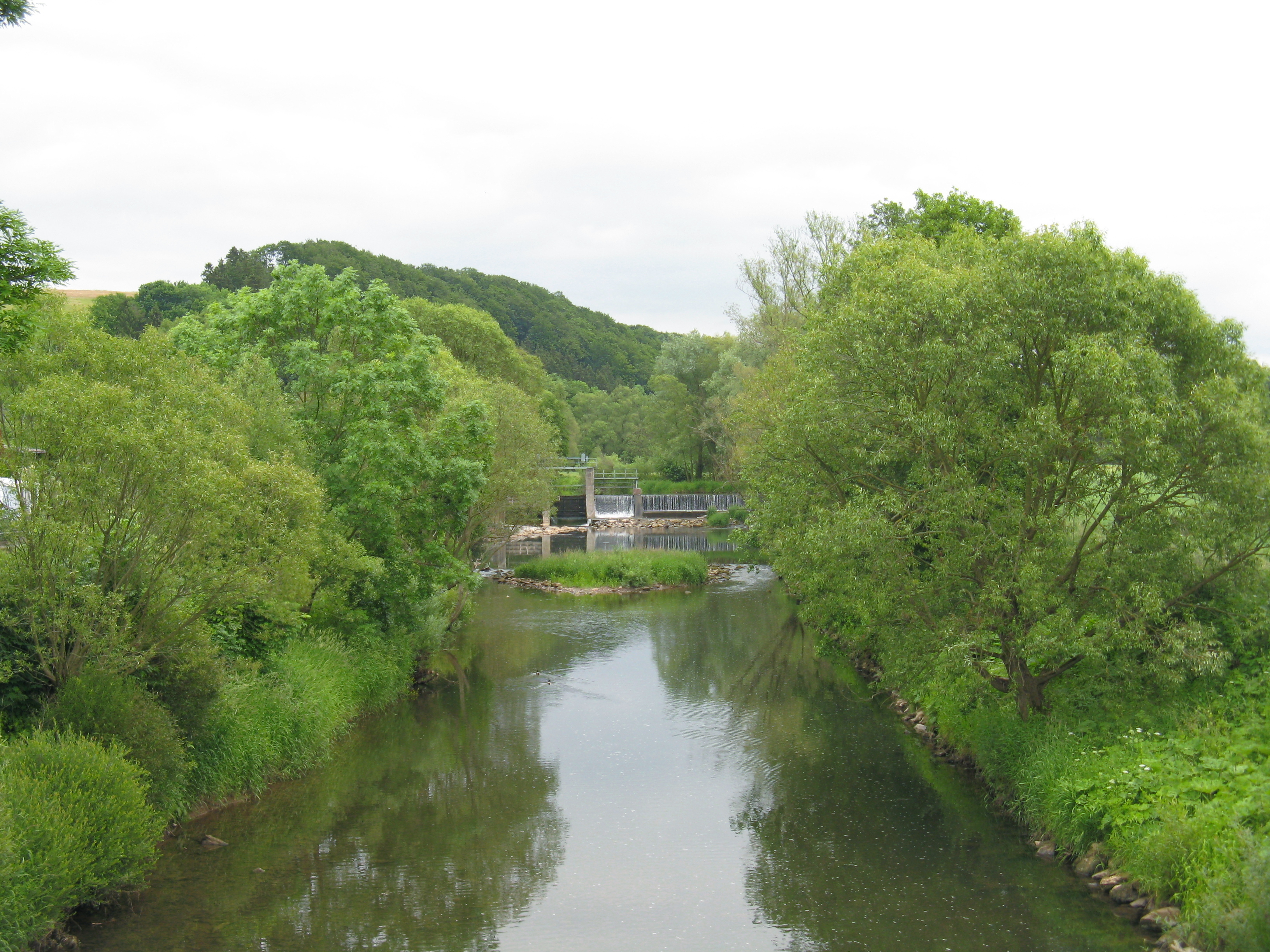
Rzeka Rhume

Rhume – rzeka w Dolnej Saksonii w Niemczech o długości ok. 48 km; prawy dopływ Leine w dorzeczu Wezery. 
Wypływa z krasowego źródła Rhumspringe na południe od łańcucha gór Harzu. Rzeka następnie płynie kierując się ku północnemu zachodowi przez Gieboldehausen, Bilshausen, Katlenburg-Lindau i Northeim. Na zachód od tego ostatniego zasila Leine.